# 特拉維斯·維爾
特拉維斯·維爾（英語：Travis Wear，1990年9月21日—），美國籃球運動員，曾效力於NBA球隊洛杉矶湖人、纽约尼克斯。